# 維索凱 (別里斯拉夫區)
46°55′17″N 33°5′57″E / 46.92139°N 33.09917°E
维索凯（烏克蘭語：Високе）是位於烏克蘭南部的村莊，由赫爾松州別里斯拉夫區的佳亨卡市鎮負責管轄。該村始建於1928年，面積1.14平方公里，海拔高度53米，2001年人口1,030，人口密度每平方公里900.4人。